# الشاذلي الورغي

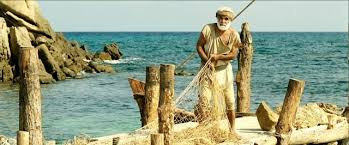
الشاذلي الورغي

الشاذلي الورغي ممثل مسرحي وتلفزي وسينمائي وقد كتب وأخرج العديد من المسرحيّات كما تميّز في فن الفداوي وألقى على جمهوره العديد من القصص التي هي من تأليفه باللهجة العاميّة مرفوقة بالشعر الشعبي الذي له فيه الباع الطّويل.

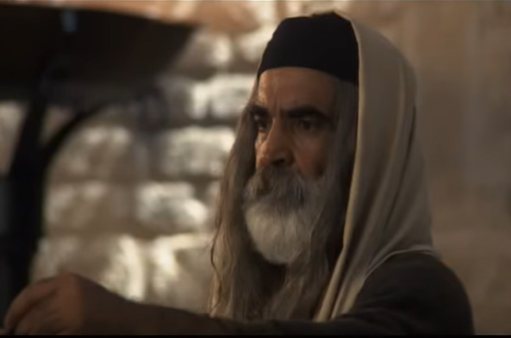
الشاذلي الورغي

عرف عن الفنّان التونسي الشاذلي الورغي حسّه الفني الكبير إذ أنه ولع بجميع المجالات الفنيّة وبرع حتى في الرسم.

## حياته
الشّاذلي بسايحيّة بن عبد اللّه مولود في 06 جوان 1946 بساقية سيدي يوسف من ولاية الكاف التي تقع في شمال تونس وتوفي يوم 18 ديسمبر 2019.

## نشأته
ولع الشّاذلي الورغي بالرياضة والمسرح وقد كانت بداياته مع النّشاط الرّياضي في ولاية الكاف التّونسيّة.

### الرّياضة
بدأ الفنّان كلاعب كرة قدم في فريق أولمبيك الكاف ثمّ لاعب كرة يد بالنّادي الرّياضي الكافي كما تحصّل على الحزام الأزرق في رياضة التيكواندو ولم يقتصر فقط على هذا في شبابه بل ومارس رياضة الفروسية كهلا. وهنا أعطى الشّاذلي الورغي درسا لمتأمّل سيرته وهو أنّ الرّياضة والفن خطّان لابد من تلاقيهما لإنتاج ذات تستحقّ أن تكون معلّمة لأجيال وأجيال من الموهوبين المبدعين الطّامعين في ترك بصمة تدلّ على مرورهم في طريق الحياة.

### التربّصات الفنيّة
سنة 1968 تربّص أشرف عليه السّيّد المنصف السّويسي.
سنة 1971 تربّص أشرف عليه السّيّد الفاضل الجعايبي .
 سنة 1972 اشرف عليه كل من السيد الفاضل الجعايبي والسيّد محمد إدريس .
سنة 1973 تربّص بمدينة Reims الفرنسيّة أشرف عليه الّسّد روبرت حسين.
1973 تربّص بمدينة Lyon الفرنسيّة أشرف عليه السّيّد Pierre Garnier de fer.

## المؤسسات التي إشتغل صلبها الشّاذلي الورغي

### المؤسسات المحترفة
- الفرقة المسرحية القارّة بالكاف.
- الفرقة المسرحيّة القارّة بالمهدية.
- شركة شراع بإدارة السّيدة حليمة داود المسرح الوطني التونسي.
- فرقة مدينة تونس.
- المسرح الحي بسوسة.
- شركة النّجم المسرحي بسوسة.
- شركة Art-MED.
- اثر تياتر (و هي شركة الشّاذلي الورغي الخاصّة).

### المؤسسات الهاوية
- فرقة سنابل الكاف.

- فرقة دار الشباب (و قد قام الشّاذلي الو رغي صلبها بتكوين عدّة ممثلين وممثلين( احترف بعضهم التمثيل).
- تنشيط نادي الحراتيبمدينة الخمس الليبية.
- إخراج مسرحية أوراقك يا سيّد(الشباب المسرحي بحمام سوسة).
- إخراج وكتابة مسرحيّة يبطى شوية (الاتحاد المسرحي بسوسة).

## جوائزه
نال الشّاذلي الورغي العديد من الجوائز الوطنيّة والدوليّة ولعلّ من أهمّ هذه الجوائز
- 1972 جائزة بمهرجان تيمغاد بالجزائر
- 1983 جائزة المرنيصي ببنزرت
- 1986 الجائزة الأولى لأسبوع المسرح التونسي

## أعماله
للفنّان الشّاذلي الورغي العديد من المشاركات في المسرحيّات والمسلسلات والأفلام التونسيّة ذات الوزن الثقيل.

### المسرحيّات
- «راش ومون» إخراج المنصف السويسي وقد عرضت سنة 1968.
- «حوكي وحرايري» إخراج المنصف السويسي وقد عرضت سنة 1969.
- «الزّير سالم» إخراج المنصف السويسي وقد عرضت سنة 1969.
- «النّساء في خطر»إخراج المنصف السويسي وقد عرضت سنة 1970.
- «عظام تر فر لبعضها»إخراج توفيق عبد الهادي وقد عرضت سنة 1970.
- «البيادق» إخراج المنصف السويسيو قد عرضت سنة 1970.
- مواقف بدون كلام إخراج الفاضل الجّعايبي وقد عرضت سنة 1971.
- «الإستعراض» إخراج عبد الله رواشدو قد عرضت سنة 1971.
- «كل فول لاهي في نوّاره» إخراج المنصف السويسي وعبد اللّه رواشد قد عرضت سنة 1971.
- «ثورة الزنج» لمعين بسيسو إخراج المنصف السويسي وقد عرضت سنة 1971.
- «ثورة الموتى» إخراج المنصف السويسي وقد عرضت سنة 1972.
- «لوحة العجائب» إخراج المنجي بن إبراهيم وقد عرضت سنة 1972.
- «عشتاروت» إخراج المنصف السويسي وقد عرضت سنة 1972.
- «مهاجرون بريزبان» إخراج المنصف السويسي وقد عرضت سنة 1972.
- «الزلج» إخراج المنصف السويسي وقد عرضت سنة 1973.
- «حال وأحوال» إخراج المنصف السويسي وقد عرضت سنة 1973.
- «يا سلام سلّم» إخراج المنصف السويسي وقد عرضت سنة 1973.
- «هملت» إخراج الأب الهولندي «ميترو» وقد عرضت سنة 1974.
- «مكبث»إخراج المنصف السويسي وقد عرضت سنة 1975.
- «المحارب البربري»إخراج كمال العلاوي وقد عرضت سنة 1977.
- «اكلترا الجديدة»إخراج كمال العلاوي وقد عرضت سنة 1977.
- «فرحات ولد الكاهية»إخراج كمال العلاوي وقد عرضت سنة 1978.
- «الشيروش»إخراج كمال العلاوي وقد عرضت سنة 1978.
- «سياسة الفضلات»إخراج كمال العلاوي وقد عرضت سنة 1979.
- «صدق الإخاء»عرضت سنة 1979.
- «أبو الأمين»عرضت سنة 1980.
- «فاطمة حبلى»إخراج الصّادق الماجري وقد عرضت سنة 1981.
- «التّهمة»إخراج الصّادق الماجري وقد عرضت 1981.
- «قرابوش»إخراج الصّادق الماجري وقد عرضت 1982.
- «سجّل أنا عربي»إخراج الشّاذلي الورغي وقد عرضت سنة 1983.
- «على نخبك يا فريدة»إخراج الشّاذلي الورغي وقد عرضت سنة 1984.
- «عرس الذّيب»إخراج كمال العلاوي وقد عرضت سنة 1986.
- «التر في العسكر»إخراج عبد الله رواشد وقد عرضت سنة 1987.
- «الحزّار» إخراج عبد الله رواشد وقد عرضت سنة 1987.
- «السّيّد ميم» إخراج عبد الله رواشد وقد عرضت سنة 1988.
- «محا»إخراج المنصف مهناو قد عرضت سنة 1989.
- «ميدياأنا»إخراج الهادي داوود وقد عرضت سنة 1990.
- «شاخ مات»إخراج فتحي العكّاري وقد عرضت سنة 1991.
- «كان صاروقع»إخراج كمال العلاوي وقد عرضت سنة 1992.
- «هدرة عرب» بإشراف لطفي بن صالح.
- «قرطاج»إخراج محمّد كوكاو قدعرضت سنة 1996.
- «يبطى شويّة»إخراج الشّاذلي الورغي وقد عرضت سنة 1999.
- «فيه ما فيه»إخراج رضا دريرة وقد عرضت سنة 2007.
- «شجرة العشق»إخراج لطفي بن صالح وقد عرضت سنة 2007.
- «ريحانة»إخراج الطّاهر علوان وقد عرضت سنة 2008.
- «العرب رحلت»إخراج الشاذلي الورغي وقد عرضت سنة 2009.
- «زيد عيّط»إخراج عبد الله رواشد وقد عرضت سنة 2009.
- «بحرية وبحرون»لكاتبهاعلي ساسي وبإشراف الشّاذلي الورغي وقد عرضت سنة 2010.
- المارد والمدخنة إخراج الشّاذلي الورغي وقد عرضت سنة 2010.
- يا البحر قلي إخراجعبد الله رواشد وقد عرضت سنة 2015.

### المسلسلات

#### في التلفزة التّونسيّة
- «جحا»للمخرج عبد الرّزّاق الحمّامي.
- «مسرح الحياة»للمخرج نور الدّين شوشان.
- «الفخ» للمخرج نور الدّين شوشان.
- «المرحوم» للمخرج نور الدّين شوشان.
- «العودة» للمخرج نور الدّين شوشان.
- «تقطيع وترييش» للمخرج نور الدّين شوشان.
- «الأيّام كيف الرّيح» للمخرج صلاح الدّين الصّيد.
- «لعبة الأيّام» للمخرج عبد الرّزّاق الحمّامي.
- «وردة»حمّادي للمخرج عرافة.
- «كان يا ما كان» للمخرج نور الدّين شوشان.
- «دعبل أخو دهبل» للمخرج نور الدّين شوشان.
- «اضحك للدنيا» للمخرج عبد الرّزّاق الحمّامي.
- «الحمامة والصّقيع» للمخرج نور الدّين شوشان.
- «ضفائر» للمخرج الحبيب المسلماني.
- «حسابات وعقابات» للمخرج الحبيب المسلماني.
- «عطر الغضب» للمخرج الحبيب المسلماني.
- «سيّدي القاضي» للمخرج المنصف الكاتب.
- «عودة المنيار» للمخرج الحبيب المسلماني.
- «نواصي وعتب» للمخرج عبد القادر الجربي.
- «حكايات العروي» للمخرج الحبيب الجمني.
- «عاشق السّراب» للمخرج الحبيب المسلماني.
- «بوليس حالة عاديّة» للمخرج مجدي السّميري.
- «تسجيل ثلاث مسرحيّات لفرقة الكاف».
- «تسجيل مسرحيّة قرطاج لمحمّد كوكا».

#### في التّلفزة الجزائريّة
- تسجيل مسرحيّة «حوكي وحرايري».
- تسجيل مسرحيّة «حال وأحوال».

#### في التلفزة الفرنسيّة قناة France 3
- ضمن برنامج فسيفساءمساهمة بسكاتش كتابة وآراء مع تقديم صور عن مدينة الكاف سنة 1983.

### الأفلام
شارك الفنّان التّونسي الشّاذلي الورغي في بعض الأفلام التّونسيّة والعديد من الأفلام الأجنبيّة ذات الجنسيّات المختلفة وذلك لحرفيّة مخرجيها الذين هاموا وتغزّلوا بملامح وبراعة هذا الممثّل الكبير صاحب النّشأة المسرحيّة في لعب أدواره ذات التركيبات النّفسيّة المختلفة ومن بين مشاركاته السنمائيّة نذكر:

#### الأفلام التّونسيّة
- «عسل ورماد».
- «عرس القمر».
- «خرمة».
- «العز عز».
- «باستاردو».
- «على كف عفريت».

#### الأفلام الأجنبيّة
- فيلم إيطالي ناطق بالإيطاليّة....Il Ladrone
- فيلم أمريكي ناطق بالفرنسيّة....Le dernier jour de jesus*
- فيلم فرنسي ناطق بالفرنسيّة....Deux heurres moins le quart a-j*
- فيلم إيطالي ناطق بالإيطاليّة....Jesus bambino *
- فيلم ألماني ناطق بالفرنسيّة....Ein tausendundzwei Nächte *
- فيلم فرنسي ناطق بالفرنسيّة....Le pirate *
- فيلم جنوب إفريقي ناطق بالأنجليزيّة....Of Jerusalem *
- فيلم أمريكي ناطق بالأنجليزيّة....three kings *
- فيلم معروض على الBBC ناطق باللاّتينيّة....Gladiateur *
- فيلم ألماني ناطق بالفرنسيّة....Die Mission *
- فيلم أنجليزي ناطق بالأنجليزيّة....Neron *
- فيلم جنوب إفريقي ناطق بالأنجليزيّة....The dangers of the desert *
- فيلم بلجيكي ناطق بالفرنسيّة.....Grain d’appartenance *
- فيلم أنجليزي ناطق بالأنجليزيّة....The last légion *
- فيلم فرنسي ناطق بالسّومريّة.....Le sacre de l’homme *
- فيلم إيطالي ناطق بالإيطاليّة....Maria Figilia Del Suo Figlio *
- فيلم إيطالي ناطق بالإيطاليّة......L'isola Del Mistero *

## وفاته
توفي الممثل الشاذلي الورغي، الأربعاء 18 ديسمبر 2019، في بيته وبين عائلته إثر وعكة صحيّة.